# Two Dozen and One Greyhounds
«Two Dozen and One Greyhounds» (рус. 25 борзых) — двадцатый эпизод шестого сезона мультсериала «Симпсоны».

## Сюжет
Собака Симпсонов, Маленький Помощник Санты, убегает из дома, чтобы посмотреть на собачьи бега, на которых он влюбляется в борзую по имени Она быстрейшая!. Её отдают Симпсонам её владелец, который говорит, что она больше не будет участвовать в гонках из-за любви. В один день Она Быстрейшая рожает 25 щенков (эта цифра названа Симпсонами, хотя на самом деле их 26): Ровер, Фидо, Рекс, Спот, Ровер Второй, Фидо Второй, Рекс Второй, Клео, Дэйв, Джей, Пол, Брэнфорд, Дэйв Второй, Джей Второй, Пол Второй, Брэнфорд Второй, Соня, Вялый, Брюзга, Доннер, Блестящий, Брюзга Второй, Король, Королева, Принс и Щенок, ранее известный, как Принс (другой клички для собаки не нашли). В конце концов, щенками стало трудно управлять, и Гомер с Мардж решают продать их семьям, способным дать им надлежащую помощь. Щенки хотят остаться с Симпсонами и люди начинают расходиться. Вдруг прибывает мистер Бёрнс и предлагает продать их, чтобы позволить им жить в своём особняке. Однако Симпсоны решают не продавать ему щенков, и он крадет их, пока никто не смотрит.
Барт и Лиза идут искать щенков в особняке мистера Бёрнса, шпионя за Бёрнсом через окно. Они видят его заботу над щенками, то, что он помыл их в ванной. Когда один из щенков встаёт на задние лапы, мистер Бёрнс выбирает его своим фаворитом, утверждая, что этот щенок напоминает ему актёра Рори Кэлхуна, и называет его «Маленький Монти». После ванны мистер Бёрнс идет в соседнюю комнату вместе с пистолетом и поёт музыкальный номер «See My Vest», демонстрируя при этом свой гардероб меховой одежды Смитерсу. После своего выступления Бёрнс собирается убить всех щенков, кроме Маленького Монти, чтобы сделать себе новый смокинг в своём гардеробе.
Узнав о планах мистера Бернса, Барт и Лиза проникают через окно и пытаются убежать с щенками вниз по вытяжке. Однако мистер Бёрнс ждет их в конце вытяжки. Поскольку мистер Бёрнс собирается убить собак, Барт хватает Маленького Монти из рук мистера Бёрнса и ставит его с другими щенками, надеясь, что мистер Бёрнс не будет убивать собак, если он не может определить, где Маленький Монти. Когда мистер Бёрнс говорит Маленькому Монти встать, он выполняет команду. Когда мистер Бёрнс нагибается, чтобы поднять Маленького Монти, Барт вешает над щенками белые носки, в результате чего все щенки тоже встают. Мистер Бёрнс не может найти Монти, он готовится убить всех щенков. Однако собаки слишком милые, чтобы убить их, и эмоционально тронутый, он обещает больше никогда не носить мех или убивать животных. Мистер Бёрнс покупает всех щенков у Симпсонов, и делает их участниками собачьих гонок мирового класса.

## Культурные отсылки
- Название и сюжет эпизода, рассказывающий о большом количестве щенков, а также название эпизода и сцена, в которой щенки смотрят телевизор, являются отсылкой к Диснеевскому мультфильму «101 далматинец».
- Песня «See My Vest» в исполнении мистера Бёрнса является пародией на песню «Be Our Guest», которую исполнял Джерри Орбах в диснеевском мультфильме «Красавица и Чудовище» (1991).
- Сцена, в которой Маленький Помощник Санты и Она Быстрейшая! едят тарелку спагетти в «Итальянском ресторане Луиджи», явно пародирует мультфильм «Леди и Бродяга».
- Человек, который гипнотизирует Маленького Помощника Санты, является отсылкой на «Звёздный путь», также в сцене играет музыка из этого же фильма.
- Сцена, в которой Маленький Помощник Санты выпрыгивает из машины — отсылка к фильму «Терминатор 2: Судный день», где также играет музыка из этого же фильма.
- Четверо щенков имени Джей, Дэвид, Пол и Брэнфорд — отсылка на ведущих ночных ток-шоу Дэвид Леттерман и Джей Лено и на руководителей джазового оркестра Пола Шаффера и Брэнфорда Марсалиса.
- Одного из щенков зовут «Щенок, ранее известный как Принс» — отсылка к певцу Принсу.
- Сержант, пришедший к Симпсонам на ужин, — это сержант Хартман из фильма «Цельнометаллическая оболочка».
- Наряды мистера Бёрнса являются отсылками к таким персонажам как Граф Дракула, Тарзан, Черепашки-Ниндзя.

## Отношение критиков и публики
В своем первоначальном американского вещании «Two Dozen and One Greyhounds» стал 55 с 7,3 миллионами зрителей по рейтингу Нильсена. Песня «See My Vest» из эпизода, спетая мистером Бёрнсом, позже была включена в альбом «Songs in the Key of Springfield» в 1997 году. «Daily Bruin» похвалила песню, как остроумную, и утверждала, что, слушая песню, она вспоминала этот эпизод. Она отметила, что музыкальное произведение показало всю сущность характера мистера Бёрнса, также прокомментированы некоторые пугающие черты человечества. MSNBC составил список «10 страшнейших персонажей телевидения», поставив мистера Бёрнса на первое место, прокомментировав: «Бёрнс страшен, ведь он будет делать всё, что захочет, а так как это мультфильм, он как раз может сделать всё. В серии „Two Dozen and One Greyhounds“ его план – сделать из щенков смокинг, что является доказательством ранее сказанных слов».
Эпизод получил положительные оценки от телевизионных критиков. В обзоре «Toronto Star» Бен Рейнер отметил, что «Two Dozen and One Greyhounds» является одним из его любимых эпизодов, и пришёл к выводу, что «Демонстрация силы» мистера Бёрнса была особенно интересной. Toronto Star позже огласил список лучших и худших эпизодов Симпсонов, в котором они считают «Two Dozen and One Greyhounds» одним из лучших эпизодов сериала и пришли к выводу, что музыкальный номер был одним из лучших сцен с участием мистера Бёрнса. В обзоре шестого сезона Симпсонов на DVD, Тодд Гилкрист из IGN обнаружил потрясающую эффектность Бёрнса, отметив, что он играет с нарушением авторских прав со своим исполнением «See My Vest». Майкл Прайс из IGN также рассмотрел характер Бёрнса, достигшего уровня мастерства, сопоставимого с песней «Monorail» из «Marge vs. the Monorail».
В обзоре за шестой сезон Райан Кифер из DVD Verdict поставил серии B-. Гид DVD Movie Колин Якобсон оценил пародии на мультфильмы Disney, а также похвалил удивительнейшие отсылки на Рори Кэлхуна, заключив, что комбинация этих элементов и образует очень тонкий эпизод. В обзоре для Toronto Star, Бен Рейнер упомянул «Two Dozen and One Greyhounds», назвав его одним из самых классических эпизодов сериала.